# Grégory Béranger
Pour les articles homonymes, voir Béranger.
Grégory Béranger est un footballeur français né à Cannes le 27 août 1981.
Il évolue au poste de défenseur.

## Palmarès
- CD Numancia
  - Champion de Segunda Division en 2008.